# Conseil International de la Danse
Der Conseil International de la Danse (CID) (deutsch Internationaler Tanzrat, englisch International Dance Council) ist eine internationale Dachorganisation für alle Formen des Tanzes.

## Geschichte
Als nicht-kommerzielle internationale NGO wurde sie am 12. November 1973 in einer konstituierenden Versammlung mit Unterstützung der UNESCO an deren Hauptsitz in Paris gegründet, wo sie auch ihren Sitz hat. Ihr erster Präsident war der deutsche Choreograph Kurt Jooss. CID versteht sich als ein weltweites Forum, das internationale, nationale und lokale Organisationen gleichermaßen wie individuelle Tanzaktivitäten zusammenführen will. Es repräsentiert die Tanzkunst im Allgemeinen und berät die UNESCO, nationale und lokale Regierungsstellen, internationale Organisationen und Institutionen. Im CID sind derzeit 700 Verbände, Vereinigungen, Schulen, Gruppen und Festivals sowie 4.400 Einzelpersonen aus 158 Ländern als Mitglieder vertreten.

## Welttanztag
Auf Anregung des Internationalen Komitees des Tanzes des Internationalen Theater Institutes (ITI der UNESCO) wurde im Jahr 1982 erstmals der Welttag des Tanzes ausgerufen, der seitdem jährlich am 29. April weltweit veranstaltet wird. Erinnert wird mit diesem Tag an den Geburtstag von Jean-Georges Noverre. CID-Mitglieder und CID-Sektionen unterstützen weltweit die Durchführung dieses Gedenktages.

## Länder und Sektionen
Auf Vorschlag von Mitgliedern können unterhalb des Dachverbandes Sektionen eingerichtet werden.
Der Verband hat derzeit 41 Sektionen:

### Europa
- Münster Sektion (Deutschland)
- Paris Sektion (Frankreich)
- Finistère Sektion (Frankreich)
- Athen Sektion (Griechenland)
- Piräus Sektion (Griechenland)
- Corfu Sektion (Griechenland)
- Didimotiho Sektion (Griechenland)
- Naxos Sektion (Griechenland)
- San Marino Sektion (Griechenland)
- Egaleo Sektion (Griechenland)
- Lazio Sektion (Italien)
- Riga Sektion (Lettland)
- Skopje Sektion (Mazedonien)
- Egaleo Sektion (San Marino)
- Madrid Sektion (Spanien)
- Granada Sektion (Spanien)
- Málaga Sektion (Spanien)
- Istanbul Sektion (Türkei)
- Beyoglu / Istanbul (Türkei)
- Sariyer / Istanbul Sektion (Türkei)
- Prahova Sektion (Rumänien)
- Moskau Sektion (Russland)
- Sankt Petersburg Sektion (Russland)
- Rostow Sektion (Russland)
- Nowosibirsk Sektion (Russland)
- Kuschewskawa Sektion (Russland)
- Charkiw Sektion (Ukraine)

### Asien
- Tbilisi Sektion (Georgia)
- Tokio Sektion (Japan)
- Ashiya Sektion (Japan)
- Seoul Sektion (Südkorea)
- Pjongjang Sektion (Nordkorea)

### Afrika
- Cape Coast Sektion (Ghana)

### Nordamerika
- Montreal Sektion (Kanada)
- Winnipeg Sektion (Kanada)
- Wolfville Sektion (Kanada)
- Mexiko-Stadt Sektion (Mexiko)

### Südamerika
- Buenos Aires Sektion (Argentinien)
- Cordoba Sektion (Argentinien)
- San Luis Sektion (Argentinien)
- Termas Sektion (Argentinien)
- Sao Paulo Sektion (Brasilien)